# Rogelia Carrillo
María Rogelia Carrillo Narváez (Píllaro, provincia de Tungurahua, 1 de octubre de 1914 - Quito, 24 de abril de 2020) fue una docente ecuatoriana.

## Biografía
De padres profesores, estudio en el colegio Manuela Cañizares de Quito, comenzó su carrera como docente en Ambato, más tarde fue profesora en el colegio donde estudio, se jubiló a los 58 años.
En 1954 obtuvo una beca de la Unesco para Estudiar en Argentina y Uruguay, a su regreso a Ecuador creó en 1957 el plantel vespertino Ciudad de Cuenca y en 1960 el primer colegio femenino nocturno Manuela Cañizares (hoy llamado Gabriela Mistral), en 1972 fundó el Colegio Andino que luego alcanzaría el nivel de Instituto Superior.
Se casó con el profesor Luis Antonio Landázuri con quien tuvo tres hijos de nombres, Aníbal, Oswaldo y Guillermo Landázuri, este último llegaría a ser presidente del Congreso. Realizó una fructífera carrera catedrática hasta su retiro a los 97 años.
Falleció en la ciudad de Quito, el día viernes 24 de abril de 2020 debido a su avanzada edad.

## Obra
Junto con su coautora Fanny Arregui en 1947 publicó su obra "El Libro del Escolar Ecuatoriano"

## Reconocimientos
En el año de 1984 recibió la condecoración Al Mérito Educativo de Primera Clase del Ministerio de Educación de Ecuador.